# Jan Wickbom
Jan Gustaf Wickbom, född 1 april 1924 i Solna församling i Stockholms län, död 12 december 2022 i Överluleå distrikt i Norrbottens län, var en svensk militär.

## Biografi
Wickbom avlade officersexamen vid Krigsskolan 1946 och utnämndes samma år till fänrik vid Kronobergs regemente, där han befordrades till löjtnant 1948 och till kapten 1959. Han var sektionschef vid staben i IV. militärområdet 1960–1964 och var grundutbildningskompanichef vid Västerbottens regemente 1964–1965. År 1965 befordrades han till major, varpå han var grundutbildningsbataljonschef vid Hälsinge regemente 1965–1966. Han var avdelningschef vid staben i Övre Norrlands militärområde 1966–1968, befordrad till överstelöjtnant 1967, och var chef för Sektion 1 där 1968–1971. År 1971 befordrades han till överste, varefter han var befälhavare för Kalix försvarsområde 1971–1973. Han var 1973–1984 chef för Norrbottens regemente (från 1975 med Norrbottens pansarbataljon). Under tiden som regementschef var han krigsplacerad som chef för 15. arméfördelningen, bland annat med Einar Lyth som stabschef. Efter ett halvårs tjänstgöring vid staben i Övre Norrlands militärområde[källa behövs] inträdde Wickbom 1984 som överste av första graden i reserven.
Wickbom invaldes som ledamot av Kungliga Krigsvetenskapsakademien 1972. Han var under lång tid en flitig debattör i försvarsfrågor.
Wickbom var son till överste Börje Wickbom och Elsa Quiding. Han gifte sig 1952 med Ingrid Johansson. Jan Wickbom är gravsatt i minneslunden på Gamla kyrkogården i Boden.

### Utmärkelser
- Riddare av första klass av Svärdsorden, 1965.[8]
- Kommendör av Svärdsorden, 1974.[9]